# 亨利·法布尔
亨利·法布尔（法語：Henri Fabre，1882年11月29日—1984年6月30日），法国飞行员。他还是歷史上第一架水上飞机“Fabre Hydravion”的发明者。
亨利·法布尔出生于马赛城的一个显赫的船主家庭。在马赛的一所耶稣会学院就读期间，他对各门科学课程进行了深入的学习。后来，他将学习的重点集中在了飞机与螺旋推进器的设计上。他独创了一套浮力装置，并成功使用于1910年3月28日在利奧池塘进行的水面飞行试验中。在这一天，他完成了4段连续完美的飞行动作，最长的一段飞行距离长达600米。在不久后，法布尔与Glenn Curtiss和Gabriel Voisin建立了联系，后两者将他的发明应用到了其设计建造的水上飞机中。
第一次世界大战時，法布尔创建了一家拥有200名雇员的公司，专门从事水上飞机的制造。
法布尔享年101岁，是活得最久的一名人类飞行先驱者。